# White Star Schoonbeek Beverst
Maillots
Dernière mise à jour : 7 septembre 2023.
La (Koninklijke) Eendracht White Star Schoonbeek-Beverst est un club de football belge, basé dans l'entité de Schoonbeek, dans le village de Beverst. Il est issu d'une fusion intervenue en 2010 entre le K. Wit-Ster Beverst et l'Eendracht Football Club Schoonbeek, le club conservant le matricule 2727 du White Star. Le club évolue en 2017-2018 en deuxième provinciale limbourgeoise, mais a évolué durant 15 saisons dans les divisions nationales, dont 1 au troisième niveau.
Le vocable "Koninklijke" est employé par le club mais n'a pas encore été ré-officialisé par la fédération.

## Histoire
Le White Star Beverst est fondé en 1936, et s'affilie le 9 octobre 1938 à l'URBSFA, qui lui attribue le matricule 2727. Le club est versé dans les séries provinciales, et choisit d'évoluer en mauve et blanc, avec une étoile blanche à hauteur du cœur. Le club joue en deuxième régionale puis en troisième provinciale jusqu'en 1954. Il monte alors pour la première fois en deuxième provinciale, et fait plusieurs fois l'ascenseur entre la « P2 » et la « P3 » durant les quinze années suivantes. En 1971, il atteint l'élite provinciale, et manque de peu la montée en nationales pour sa première saison. La saison suivante, il remporte le titre de la province, et monte ainsi en Promotion pour la première fois en 1973.
Le club joue d'emblée les premiers rôles dans sa série, et après deux ans, il termine deuxième, à deux points du vainqueur, le SK Bree. L'année suivante, le club remporte le titre, et est promu pour la première fois en Division 3 en 1976. L'écart de niveau est trop important pour le White Star, qui termine avant-dernier, et est relégué en Promotion après une saison. Le 13 juin 1978, le club est reconnu « Société Royale ». Il change alors son appellation officielle en Koninklijk Wit-Ster Beverst. Durant les saisons suivantes, le club ne parvient plus à viser le titre, et termine régulièrement dans le milieu du classement. En 1981, le club ne peut éviter les places descendantes, et est relégué en première provinciale après huit saisons dans les divisions nationales.
Le White Star Beverst remonte en Promotion après un an, et finit les saisons suivantes à nouveau dans le « ventre-mou » du classement. En 1987, le club est de nouveau relégué en provinciales après cinq saisons en Promotion. Il n'est plus revenu en nationales depuis. Le club subit une seconde relégation consécutive, et descend en deuxième provinciale. Il tombe en troisième provinciale deux ans plus tard, puis remporte le titre directement et revient en « P2 » en 1991. Il passe une dizaine d'années à ce niveau, et est ensuite de nouveau relégué au niveau inférieur. En 2010, il tombe jusqu'en quatrième provinciale, le plus bas niveau du football belge.
Le club fusionne alors avec son voisin de l'Eendracht Football Club Schoonbeek, porteur du matricule 5646, et qui évolue en première provinciale. Le club fusionné est baptisé White Star Schoonbeek Beverst, et démarre en première provinciale, bien qu'il ait conservé le matricule 2727 du White-Star. Le club change également ses couleurs et opte pour le vert intégral, tout en gardant l'étoile blanche sur la poitrine. Mais la fusion n'apporte pas les résultats escomptés, le club subissant une relégation en deuxième provinciale pour la saison 2011-2012, suivie d'une nouvelle relégation en « P3 » un an plus tard.
Au 1er juillet 2021, le cercle revient à une dénomination anglophone « White Star » au lieu de « Wit Ster ». Un an plus tard, le club remonte en séries nationales poçur la première fois au bout de 35 ans !

## Résultats dans les divisions nationales
Statistiques mises à jour le 24 juin 2013

### Palmarès
- 1 fois champion de Promotion en 1976.

### Bilan
Mise à jour le 7 septembre 2023
| Niv | Divisions     | Jouées | Titres | TM Up | TM Down |
| --- | ------------- | ------ | ------ | ----- | ------- |
| I   | 1re nationale | 0      | 0      |       |         |
| II  | 2e nationale  | 0      | 0      |       |         |
| III | 3e nationale  | 1      | 0      |       |         |
| IV  | 4e nationale  | 12     | 1      |       |         |
| V   | 5e nationale  | 1      | 0      |       |         |
|     |               |        |        |       |         |
|     | TOTAUX        | 14     | 1      | 0     | 0       |

- TM Up : test-match pour départager des égalités, ou toutes formes de Barrages ou de Tour final pour une montée éventuelle.
- TM Down : test-match pour départager des égalités, ou toutes formes de Barrages ou de Tour final pour le maintien.

### Classements saison par saison
| Ordre               | Saison  | Nom du club               | Niveau             | Classement final | Remarques          |
| ------------------- | ------- | ------------------------- | ------------------ | ---------------- | ------------------ |
| 1                   | 1973-74 | WS Beverst                | Promotion série D  | 10e/16           |                    |
| 2                   | 1974-75 | WS Beverst                | Promotion série B  | 2e/16            |                    |
| 3                   | 1975-76 | WS Beverst                | Promotion série C  | 1er/16           | Champion et promu! |
| 4                   | 1976-77 | WS Beverst                | Division 3 série B | 15e/16           | Relégué!           |
| 5                   | 1977-78 | WS Beverst                | Promotion série B  | 6e/16            |                    |
| 6                   | 1978-79 | WS Beverst                | Promotion série A  | 8e/16            |                    |
| 7                   | 1979-80 | WS Beverst                | Promotion série C  | 5e/16            |                    |
| 8                   | 1980-81 | WS Beverst                | Promotion série D  | 14e/16           | Relégué!           |
| séries provinciales |         |                           |                    |                  |                    |
| 9                   | 1982-83 | WS Beverst                | Promotion série D  | 10e/16           |                    |
| 10                  | 1983-84 | WS Beverst                | Promotion série C  | 5e/16            |                    |
| 11                  | 1984-85 | WS Beverst                | Promotion série D  | 5e/16            |                    |
| 12                  | 1985-86 | WS Beverst                | Promotion série B  | 7e/16            |                    |
| 13                  | 1986-87 | WS Beverst                | Promotion série C  | 14e/16           | Relégué!           |
| séries provinciales |         |                           |                    |                  |                    |
| 14                  | 2022-23 | K. EWS Schoonbeek-Beverst | D3 VV série B      | 11e/16           |                    |
| 15                  | 2023-24 | K. EWS Schoonbeek-Beverst | D3 VV série B      | en cours         |                    |